# Araneus gazellae
Araneus gazellae este o specie de păianjeni din genul Araneus, familia Araneidae. A fost descrisă pentru prima dată de Karsch, 1878. Conform Catalogue of Life specia Araneus gazellae nu are subspecii cunoscute.